# Robert Andrich
Robert Andrich (Potsdam, 22 de Setembro de 1994) é um futebolista alemão que atua como meio-campista. Atualmente defende do Bayer Leverkusen e da Seleção Alemã de Futebol.[carece de fontes?]

## Carreira

### Hertha Berlim
Andrich começou sua carreira no FV Turbine Potsdam e mudou-se para o Hertha Berlim em 2003. Ele jogou pelos times juvenis do Hertha na Bundesliga Sub-17 e na Bundesliga Sub-19. A partir da temporada 2012-13, ele jogou pelo segundo time do Hertha na Regionalliga Nordost, a quarta divisão do futebol alemão. Ele também foi incluído no time principal do Hertha duas vezes durante a temporada 2012-13, mas não fez nenhuma aparição. Em março de 2013, ele assinou um contrato profissional até junho de 2015, mas não fez nenhuma aparição competitiva pelo primeiro time.

### Dynamo Dresden
Em fevereiro de 2015, Andrich mudou-se para o Dynamo Dresden, da 3. Liga, onde assinou um contrato até junho de 2017. Ele fez sua estreia no futebol profissional em 7 de fevereiro de 2016, em uma derrota por 1-0 contra o Rot-Weiß Erfurt. Em 19 de março de 2016, ele marcou seu primeiro gol pelo Dresden em um empate por 2 a 2 contra o Hansa Rostock.

### Wehen Wiesladen
Depois de aparecer em apenas oito partidas da liga na temporada 2015-16, ele deixou o Dresden e mudou-se para o rival da 3. Liga, o SV Wehen Wiesbaden, em junho de 2016.
Fez 67 aparições no time, marcando 8 gols e 8 assistências, consolidando-se como um jogador de alto desempenho para a 3. Liga.

### FC Heidenheim
Em janeiro de 2018, foi anunciado que Andrich se juntaria ao time da 2. Bundesliga, o 1. FC Heidenheim, para a temporada 2018-19. Ele marcou seu primeiro gol na 2. Bundesliga em uma vitória por 2-1 fora de casa contra o Arminia Bielefeld em 22 de dezembro de 2018.

### Union Berlin
Para a temporada 2019-20, ele se mudou para o recém-promovido Union Berlin, da Bundesliga, onde assinou um contrato até 30 de junho de 2022. Ele fez sua estreia na primeira divisão da Alemanha em 18 de agosto de 2019, em uma derrota em casa por 4 a 0 contra o RB Leipzig. Ele marcou seu primeiro gol na Bundesliga em 7 de junho de 2020, em um empate por 1 a 1 contra o Schalke 04.
Marcou 9 gols e deu 6 assistências na temporada inteira.[carece de fontes?]

### Bayer Leverkusen
Após duas temporadas no Union Berlin, Andrich mudou-se para o Bayer Leverkusen, também da Bundesliga, no verão de 2021, assinando um contrato de cinco anos até 2026. Em 13 de setembro de 2022, ele marcou seu primeiro gol na Liga dos Campeões na vitória por 2 a 0 sobre o Atlético de Madrid durante a temporada 2022-23. Em maio de 2023, Andrich sofreu uma fratura no pé, encerrando prematuramente sua temporada 2022-23.
Em 27 de abril de 2024, ele marcou um gol aos 96 minutos dos acréscimos em um empate por 2 a 2 contra o VfB Stuttgart, para estender a sequência invicta do Leverkusen em todas as competições na temporada 2023-24. Poucos dias depois, em 2 de maio, ele marcou de fora da área em uma vitória por 2 a 0 fora de casa sobre a Roma na partida de ida das semifinais da Liga Europa. No final da temporada 2023-24, Andrich conquistou o título da Bundesliga e a Copa da Alemanha com o Leverkusen e também chegou à final da Liga Europa, na qual seu time perdeu por 3 a 0 para a Atalanta. Em 16 de agosto de 2024, ele estendeu seu contrato com o Leverkusen até 2028.

## Carreira internacional
Andrich jogou pelas seleções juvenis alemãs entre 2011 e 2013.
Em outubro de 2023, ele recebeu a primeira convocação para a seleção principal alemã para dois amistosos contra os Estados Unidos e o México. Mais tarde naquele ano, em 21 de novembro, ele fez sua estreia internacional em um amistoso contra a Áustria.
Andrich foi nomeado para a seleção alemã para a UEFA Euro 2024. Ele apareceu em todas as cinco partidas da Alemanha no torneio até sua eliminação nas quartas de final contra a Espanha. Seu primeiro gol internacional contra a Suíça na partida final da fase de grupos do torneio foi anulado pelo VAR, porque seu companheiro de equipe Jamal Musiala cometeu uma falta pouco antes de chutar de fora da área contra o goleiro suíço Yann Sommer.

## Vida pessoal
Andrich é casado desde 2019 e possui 2 filhos com sua esposa Alicia.

## Títulos

#### Dynamo Dresden
- 3. Liga: 2015-16[carece de fontes?]

#### Bayer Leverkusen
- Bundesliga: 2023-24[carece de fontes?]
- Copa da Alemanha: 2023-24[carece de fontes?]
- Supercopa da Alemanha: 2024[carece de fontes?]